# Viller
Viller település Franciaországban, Moselle megyében. Lakosainak száma 173 fő (2022. január 1.). Viller Bistroff, Boustroff, Eincheville, Guessling-Hémering, Harprich, Landroff és Vahl-lès-Faulquemont községekkel határos.

## Népesség
A település népessége az elmúlt években az alábbi módon változott:
| Lakosok száma | 197  | 205  | 211  | 201  | 193  | 186  | 181  | 177  | 173  |
|               | 2013 | 2015 | 2016 | 2017 | 2018 | 2019 | 2020 | 2021 | 2022 |